# Microsoft Office 2013
Microsoft Office 2013 (wcześniej Office 15) – wersja pakietu biurowego Microsoft Office dla Microsoft Windows oraz następca Microsoft Office 2010. Office 2013 zawiera rozszerzoną obsługę formatów plików, zaktualizowany interfejs użytkownika i wsparcie dla urządzeń dotykowych. Office 2013 współpracuje z architekturami IA-32 oraz x64 systemów operacyjnych i wymaga Windows 7, Windows Server 2008 R2 lub Windows 8. Następcą Office 2013 jest Microsoft Office 2016.
Rozwój tej wersji pakietu Microsoft Office rozpoczęto w 2010 i zakończono dnia 11 października 2012 roku, kiedy to została wydana stabilna wersja pakietu Microsoft Office 2013.
Pakiet Professional obejmuje programy Word, Excel, PowerPoint, Publisher, OneNote, Outlook, Access, InfoPath i Lync.

## Historia
Prace nad pakietem rozpoczęto w 2010 roku, zaraz po tym, gdy Microsoft zakończył prace nad Office 14, a Microsoft Office 2010 zostało opublikowane.
Publiczna wersja beta została wydana 16 lipca 2012 roku Pakiet Office 2013 Consumer Preview jest bezpłatną, w pełni funkcjonalną wersją, która wygaśnie po określonym czasie od wydania wersji stabilnej. Dnia 15 listopada 2012 roku, 60-dniowa wersja próbna pakietu Microsoft Office 2013 Professional Plus, Project Professional 2013 i Visio Professional 2013 zostały udostępnione publicznie w Internecie. 25 lutego 2014 został wydany Service Pack (SP1). 10 kwietnia 2018 zakończyło się wsparcie podstawowe a 11 kwietnia 2023 wsparcie rozszerzone.

## Innowacje
Office 2013 wykorzystuje chmurę znacznie bardziej od swoich poprzedników. Godne uwagi jest to, że domyślną lokalizacją zapisywania plików użytkownika jest przestrzeń OneDrive. Ponadto, dane przechowywane w plikach chmury są zsynchronizowane z lokalną lokalizacją. Dzięki temu użytkownik także bez połączenia z Internetem jest w stanie modyfikować wszystkie dokumenty. Dodano też pełnoekranowy tryb odczytu. Przed utworzeniem dokumentu użytkownik może wybrać jeden z wielu motywów w programie PowerPoint:
- widok prezentera,
- prowadnice ułatwiające wyrównanie obiektów,
- animacje przypięto do wstążki;

w programie Word:
- edycja plików PDF.

## Wymagania systemowe
Zalecane:
- Procesor: x86 lub 64-bitowy o częstotliwości 1 GHz lub szybszy z zestawem instrukcji SSE2.
- 1 GB pamięci RAM (wersja 32-bitowa); 2 GB pamięci RAM (wersja 64-bitowa)
- 3,0 GB wolnego miejsca na dysku.
- Sprzętowe przyspieszanie grafiki wymaga karty graficznej z procesorem zgodnym z DirectX 10, wyposażonej w pamięć wideo co najmniej 64 MB oraz ekranu o rozdzielczości co najmniej 1024 × 576 (ale pakiet może też działać bez przyspieszania sprzętowego)[12].
- System operacyjny: Windows 7, Windows 8, Windows Server 2008 R2 z programem .NET 3.5 lub nowszym.
- Przeglądarka Internet Explorer 8 lub nowsza; Firefox 10 lub nowsza; Safari 5 (Mac) i Chrome 17.x.

## Aplikacje
- Word
- Excel
- PowerPoint
- OneNote
- Outlook
- Publisher
- Access
- InfoPath
- Project
- Visio